# ガム・クロラール系封入剤
ガム・クロラール系封入剤は、生物学系の研究で標本作成に用いられるプレパラート封入剤のひとつ。

## 概要
生物の分類学研究に際して植物の微小な器官や微細な動物、菌類、原生生物などの形態の記載を行う際、または群集生態学や農学分野の研究で得られたサンプル中の研究対象となる微小な生物の同定を行う際、顕微鏡で形態を観察するためにプレパラート標本を作製する必要がある。このときに生物標本を挟むスライドガラスとカバーガラスの間を満たして標本の周囲を充填し、標本の保存と光学的な標本の視認性の向上などを担うのが封入剤である。
封入剤でもっとも保存性が高いとされるものの代表は天然樹脂のカナダバルサムを有機溶媒のキシレンで溶かしたものであるが、これによる封入を行うためには生物標本をほぼ完全に脱水するなど、煩雑な手順を要する。こうした手順を経ずに簡便にプレパラートを作成し、しかもある程度の長期的な保存性が期待できるものとして、液浸標本や乾燥標本から直接封入を行うことのできる水溶性の様々な封入剤が考案されている。そのひとつが一群のガム・クロラール系封入剤である。
ガム・クロラールのガムは多糖類を主成分とする水溶性天然樹脂のアラビアゴム（アラビアガム）であり、クロラールは単なるクロラールのハイドレートである抱水クロラールを指している。基本的にはアラビアゴムと抱水クロラールを蒸留水に溶解した混合物の水溶液にグリセリンを加えてからアラビアゴムの不純物に由来する不溶性の懸濁物を濾過や遠心分離によって除去したものであり、対象生物によって様々な組成のものが考案されている。
この封入剤を用いて標本を封入し、水平に放置、あるいは加熱処理をすると、液の水分が蒸発して固化し、数年の保存には耐える半永久プレパラートとなる。ダニや昆虫の脱皮殻の標本を作成した場合、標本との屈折率の差が大きいため、カナダバルサムによる永久プレパラートより細部が観察しやすい標本となる。

## 種類

### ガム・クロラール液
最も基本の組成と言える処方であり、配合比の一例を挙げると、アラビアゴム8g、抱水クロラール30g、水10ml、氷酢酸1ml、グリセリン2mlからなる。氷酢酸が入っているのが特徴であり、炭酸カルシウムの顆粒を組織中に有するある種の変形菌の子実体などには適さない。

### ホイヤー氏液（Hoyer's Medium）
ホイヤー液とも表記される。基本のガム・クロラール液の組成から氷酢酸を除いたもので、基本の組成を挙げると、アラビアゴム15g、抱水クロラール100g、蒸留水25ml、グリセリン10ml、あるいはアラビアゴム30g、抱水クロラール200g、蒸留水50ml、グリセリン20gからなる。組成のバランスを変えた変法がいくつかあるのでそれも紹介する。

#### Faure氏液（Faure's Medium）
蒸留水50cc、抱水クロラール50g、グリセリン20cc、アラビアゴム30gの順に混合した変法で、基本のホイヤー氏液に比べて抱水クロラールの比率を減らしたものであり、屈折率の点でダニの形態観察に最適とされている。

#### ネオシガラール
志賀夘助の起業した日本の老舗昆虫研究・採集機材店の志賀昆虫普及社がオリジナルブランドで生産販売しているガム・クロラール系封入剤で、具体的な配合比は公開されていないものの、多くの理科教材販売会社がこれを既製品のホイヤー液として販売している。

## 適用
ことにダニの半永久プレパラート作成に頻繁に用いられる。生体のダニ、あるいは液浸標本のダニをそのまま封入し、これをライターの火などで静かに過熱して軽く沸騰させると標本の付属肢が伸長し、また体内が透明になることで観察しやすくなる。またダニ以外の土壌動物にも広く用いられ、ツルグレン装置で得られた標本を一括してプレパラートにし、同定を行う際にも用いられている。
カなどの昆虫の幼虫を1個体ずつ個別飼育して順次脱皮殻得て、各ステージの形態記載をする場合にも用いられ、脱皮殻のような厚みのない標本をプレパラートとして保存するには非常に適している封入剤であるとされている。
また、ユスリカなどの小型のハエ目昆虫を同定するに際し、体の各部を解剖して分解し、これをプレパラートにして観察する必要があるが、この際何年もの長期保存を期待しない場合に、やはりガム・クロラール系封入剤が用いられる。
小動物以外では変形菌の子実体の同定に一般的に用いられている。この場合、乾燥標本として保存された子実体を付着している樹皮などの基質からとりはずし、過剰な胞子を吹き飛ばして減らした後に、スライドガラスに載せ、アルコールで湿らせてからホイヤー氏液を滴下し、カバーガラスをかけて封入する。

## 欠点
ガム・クロラール系封入剤で作成したプレパラートは、封入剤が水分の蒸発で固化した後でも何年もかけてさらなる脱水が進み、内部でのゆがみが激しく生じることによって標本にした生物の体を破壊してしまうことがある。また、やはり何年もかけてカバーガラス周辺部分から封入剤自体の結晶化が進行して白濁し、この結晶によって標本の破壊が起きてしまうことも普通に起こることである。そのため、何年もの長期間の保存には不適切とされる。特に厚みのある標本を封入したものでは前者の弊害が著しい。そのため、永久プレパラートとして数十年、あるいは100年以上の保存性を要求する場合には、煩雑な手間が増えてもカナダバルサムによる封入をするべきとされる。ただし、ガム・クロラール系封入剤はプレパラート全体を温湯に浸すことによって再び溶解させることができ、ここから生物体を回収して再びガム・クロラール系封入剤で、あるいは脱水を経てカナダバルサムによって再度封入してプレパラート標本として再生させることも可能である。